# Gerda Gottlieb
Gerda Gottlieb (* 14. April 1916 in Wien; † 28. Oktober 1992 in Ridgewood, New Jersey) war eine österreichische Leichtathletin, die Mitte der 1930er Jahre drei Weltrekorde aufstellte:
- 1,32 m im Hochsprung aus dem Stand am 12. Mai 1934 in Wien
- 38,2 s in der 4-mal-75-Meter-Staffel am 8. September 1934 in Wien (Besetzung: Gerda Gottlieb, Wanda Nowak, Ronny Kohlbach, Johanna Vancura)
- 56,6 s in der 440-Meter-Staffel (200, 100, 80 und 60 Meter) am 6. Oktober 1935 in Wien (Besetzung: Gerda Gottlieb, Wanda Nowak, Ronny Kohlbach, Johanna Vancura)

Diese Weltrekorde waren die letzten in der jeweiligen Disziplin, die registriert wurden – damals von der Frauensportorganisation FSFI. Der Weltleichtathletikverband IAAF, der ab 1936 die Frauenweltrekorde registrierte, führte keine dieser drei Disziplinen weiter.
Gerda Gottlieb gehörte dem Sportverein Wiener AC an. 
1934 war sie Österreichische Meisterin im 100-Meter-Lauf.
Im März 1938 übersiedelte Gottlieb aus beruflichen Gründen nach Innsbruck. Die jüdische Sportlerin konnte im Oktober des gleichen Jahres in die Vereinigten Staaten fliehen.